# Вулиця Гуцульська (Львів)
Ву́лиця Гуцу́льська — вулиця у Личаківському районі міста Львова, неподалік історичного центру міста. Сполучає вулиці Лисенка та Кривоноса. Кінцева частина вулиці Гуцульської є частиною західної межі, що відділяє регіональний ландшафтний парк «Знесіння» від охоронної зони парку.

## Історія
На вулиці Гуцульській колись розташовувався єдиний у Львові мусульманський цвинтар. 1607 року під час перевірки меж земель міських і королівських розділовим знаком між ними служив так званий Турецький камінь, який стояв саме на розі майбутніх вулиць Кривоноса та Гуцульської. У документах магістрату зазначено: «Цей камінь ділить ґрунти міські та замкові, й тут звикли турків ховати, коли якомусь у Львові померти доведеться». 400 років тому тут були володіння вірменина Миколи Серепковича.
Цілком логічно, що мусульманський цвинтар розміщувався на вірменському землеволодінні, адже львівські вірмени мали монополію на торгівлю з мусульманським Сходом, а отже, й моральний обов'язок поховати гостя-мусульманина, якщо вже таке лихо трапилось із ним у Львові. Цю ділянку 1664 року передали вірменським ченцям-театинцям, які збудували відомий у Львові «Червоний кляштор». Він зберігся донині, й тепер тут міститься військова частина. 
У вересні 2008 року завершено ремонт дорожнього покриття, під час якого перемощено бруківку. 6—11 листопада 2019 року на вулиці Гуцульській був перекритий рух транспорту, оскільки ЛКП «ШРП Галицького району» проводило ремонтні роботи дорожнього покриття. 

## Назва
- Кошарова — названа не пізніше 1871 року. Пов'язана із військовими казармами (кошарами), що розміщені неподалік у будівлі колишньої Колегії театинців[9].
- Червона — названа 1871 року. Пов'язана із назвою Червоний кляштор (Червоний монастир) — так називали будівлю колишньої колегії театинців через червону черепицю, котрою вона була вкрита[10].
- Унії Любельської, названа так у 1885 році на честь Люблінської унії 1569 року, за якою Королівство Польське та Велике князівство Литовське об'єдналися в союз держав — Річ Посполиту[11].
- Ауершперґґассе — під час німецької окупації, названа у 1943 році на честь австрійських політичних діячів Антона та Карла фон Ауершперґів[12].
- Унії Любельської — у липні 1944 року повернена передвоєнна назва[13].
- Сучасна назва — вулиця Гуцульська від грудня 1944 року[14][15].

## Забудова
В архітектурному ансамблі вулиці Галицької переважає віденський класицизм. Декілька будинків внесено до Реєстру пам'яток архітектури місцевого значення. Нумерація будинків бере початок від вулиці Лисенка. Забудована переважно з непарного боку, а з парного боку розташований лише будинок під № 2. Решту території з непарного боку вулиці займає огороджена ділянка довкола колишнього палацу Дідушицьких. Забудова кінця XIX — початку XX століть. Неоренесансні будинки № 3—19 споруджені за спільними проєктами Мавриція Зильберштайна та Якуба Кроха у 1892—1896 роках. 
№ 2 — двоповерховий житловий будинок. Тут за польських часів тут була редакція газети «Молоде життя». 
№ 3 — триповерховий житловий будинок. На початку XX століття власником будинку був Лукаш Трачек. Наприкінці червня 2020 року за підтримки ЛКП «Бюро спадщини» фахівці відновили вхідну браму будинку.
№ 5 — триповерховий житловий будинок. У 1900—1944 роках тут містився конвент сестер ордену Назаретанок. У 1950-х роках тут містилося 2-е технічне училище. Нині будинок є житловим. 
№ 7 — триповерховий житловий будинок. Тут до 1944 року містився виховний заклад імені Найсвятішої Родини. Від 1970-х років тут міститься фірма побутових послуг «Мальва».
№ 9 — триповерховий житловий будинок. За Польщі була приватна гімназія № 7, з 1949 року — школа піонервожатих, до початку 1950-х років — польська початкова школа, а пізніше — кафедра автоматизованих процесів управління якістю «Система» всесоюзного інституту. До квітня 2014 року в будинку містився ДЗ «Личаківська районна санітарно-епідеміологічна станція м. Львова». У 2021 році компанією «Економбуд—ЛВ» розпочато ремонтно-реставраційні роботи в будинку на вул. Гуцульській, 9. Оновлення будівлі обійдеться у 9,2 млн грн.
№ 9-А — в будинку міститься комерційна незалежна радіостанція «Львівська Хвиля».
№ 11 — на початку XX століття власником будинку був Самюель Гірш, а також містився комісійний дім Юзефа Гроссмана.
№ 11а, 15, 17, 19, 21 — частина кварталу історичної забудови вулиці Гуцульської, що складається з п'яти триповерхових житлових будинків. Нині на перших поверхах будинків міститься відділення «Гуцульське» Західного ГРУ АТ «КБ „ПриватБанк“». 13 березня 2020 року виконавчий комітет Львівської міської ради затвердив містобудівні умови та обмеження на реконструкцію ГО «Український стартап» цих будинків під багатофункціональний комплекс для обслуговування громадської організації. Щодо ГО «Український стартап», то вона зареєстрована у 2016 році в будинку № 21. У 1900—1914 роках власником будинку № 21 був Ізраель Ханд.

## Транспорт
У 1909—1910 роках нинішньою вулицею Гуцульською було прокладено лінію електричного трамваю, що з'єднала центральну частину Львова з Високим замком. Тут у 1910—1923 роках курсував трамвай за маршрутом «UL: вул. 29 Листопада — Високий замок». З осені 1923 року, у зв'язку із загальною стандартизацією у республіці, номери трамвайних маршрутів стали позначати цифрами, а маршрут до Високого замку отримав № 4 під яким він курсував до 1949 року. 1949 року маршрут значно скоротили і змінили його номер. Тепер це був одноколійний трамвайний маршрут № 12, який прямував від вулиці Суворова та доходив аж до головної алеї парку Високий Замок, але був найскладнішою трамвайною лінією Львова. Маршрут ліквідували 1969 року через неможливість експлуатації на ній нових важких вагонів, а згодом розібрали рейки та відновили дорожнє покриття на вулиці.
Нині рух на вулиці двосторонній, по одній смузі для руху у кожному напрямку. Однак рух на ділянці від початку вулиці Гуцульської до стику з вул. Миклухо-Маклая — односторонній. Через це в'їзд на Гуцульську безпосередньо з вул. Лисенка заборонено (в'їзд можливий лише через вул. Миклухо-Маклая).